# تهير (المهرة)

تعديل مصدري - تعديل

تهير هي إحدى قرى مديرية المسيلة التابعة لمحافظة المهرة، بلغ تعداد سكانها 348 نسمة حسب تعداد اليمن لعام 2004.